# Sønderup Sogn (Rebild Kommune)
 For alternative betydninger, se Sønderup Sogn. (Se også artikler, som begynder med Sønderup Sogn)
Sønderup Sogn er et sogn i Rebild Provsti (Aalborg Stift).
I 1800-tallet var Suldrup Sogn anneks til Sønderup Sogn. Begge sogne hørte til Hornum Herred i Ålborg Amt. Sønderup-Suldrup sognekommune blev ved kommunalreformen i 1970 indlemmet i Støvring Kommune, der ved strukturreformen i 2007 indgik i Rebild Kommune.
I Sønderup Sogn ligger Sønderup Kirke.
I sognet findes følgende autoriserede stednavne:
- Braulstrup (bebyggelse, ejerlav)
- Knolde (bebyggelse)
- Lille Sønderup (bebyggelse)
- Munkholm (bebyggelse, ejerlav)
- Rebstrup (bebyggelse, ejerlav)
- Rodsted (bebyggelse, ejerlav)
- Sønderup (bebyggelse, ejerlav)
- Trængstrup (bebyggelse)
- Tøttrup (bebyggelse, ejerlav)